# Hana Frejková
Hana Frejková, rozená Hannah Elizabeth, (* 17. ledna 1945 Londýn, Spojené království) je česká herečka, zpěvačka a spisovatelka.

## Životopis
Pochází z umělecké rodiny. Narodila se v Londýně, kde byli její rodiče v emigraci. Její otec, židovský Němec Ludvík Frejka (vlastním jménem Ludwig Freund) z Liberce, byl členem Komunistické strany Československa. Matka, herečka Alžběta Frejková, rozená Elisabeth Henke-Warnholtz, pocházela z bohaté německé obchodnické rodiny v Hamburku a vystupovala v německých divadlech. V roce 1938 opustili Československo a žili ve Velké Británii, kde se zapojili do protinacistického odboje.
Po skončení druhé světové války se rodina vrátila do Československa, otec si počeštil jméno na Ludvík Frejka a dál pracoval pro komunistickou stranu. V roce 1952 byl ve vykonstruovaném soudním procesu se Slánským odsouzen k trestu smrti a byl popraven. Hana s matkou pak byly nuceně vystěhovány z Prahy. Hana vystudovala gymnázium v Jablonci nad Nisou a díky uvolněné atmosféře šedesátých let se jí podařilo i přes špatný kádrový profil nastoupit na vysokou školu. V roce 1967 vystudovala činoherní herectví na Janáčkově akademii múzických umění v Brně.
Profesionální hereckou kariéru začala Frejková v Divadle Vítězslava Nezvala v Karlových Varech (1967–1970). Následně strávila dvě sezóny v pražském divadle Maringotka a poté našla delší angažmá v Divadle Jaroslava Průchy v Kladně (1974–1986). Od roku 1986 se stala nezávislou herečkou a začala hostovat v různých pražských divadlech a podílet se na filmových a televizních projektech.
Ve filmu našla Frejková uplatnění až potom, co se natrvalo usadila v Praze. Její filmografie sice není příliš rozsáhlá, ale obsahuje několik zajímavých titulů. Poprvé se objevila ve dvou filmech, které se zabývaly nedávnou historií, Vracenky (1990) a Jen o rodinných záležitostech (1990). Později hrála také v podobně zaměřeném filmu Zapomenuté světlo (1996) a objevila se v několika televizních i filmových pohádkách. V komedii Snowboarďáci (2004) si zahrála uklízečku. Protože ovládá anglický i německý jazyk, našla uplatnění i v zahraničních produkcích. Zahrála si například v životopisném filmu Hitler: vzestup zla (2003) a objevila se v amerických muzikálech Jeptišky I a Jeptišky II. Spolupracovala také s angloamerickými divadelními skupinami v Praze, například v inscenaci Enola k výročí ukončení 2. světové války nebo v představení Just another blasted love song. Kromě své herecké kariéry se jako interpretka židovských písní Frejková od roku 1996 věnuje zpřístupňování židovské kultury. Od roku 2009 vystupuje doma i v zahraničí s klarinetistou Milanem Potočkem a akordeonistou Slávkem Brabcem v hudebním uskupení Jidiš VE TŘECH a často s nimi hostuje také dcera Frejkové Marianna Borecká.
V roce 2007 vyšla její autobiografická kniha Divný kořeny, ve které se otevřeně vypráví o svém vlastním mládí a hereckých začátcích včetně zkušeností s drogami a alkoholem. Hlavně ale píše o nevšedních osudech svých rodičů a pohnutí poválečné doby. Tato knížka je označována jako jedna z nejlepších prací daného žánru v poslední době. V roce 2017 knihu autorka načetla jako audioknihu.
Za inscenaci Invisible I. / Hannah a film Hannah – obyčejnej život získala v září 2021 ocenění Osobnost roku.
S manželem má dvě dcery, Josefínu, která vystudovala fakultu sociálních věd, sociologii, ale věnuje se filmu, a Mariannu, která vystudovala molekulární biologii a genetiku.

## Filmografie

### Televizní seriály a cykly
- Bakaláři 98 (1998) – díl Přehmat (epizodní role)
- La Cittadela (2003) – sestra Loydová
- 3 plus 1 s Miroslavem Donutilem (2005) – povídka Synáček – Květuška (epizodní role)
- To nevymyslíš! (2006) – nevěsta
- Vyprávěj (2009) – sousedka Pelikánová
- Policajti z centra (2012) – Ananasova teta (epizodní role)
- Pohřešovaný (2012) – díl Odpovědi – Hausfrau (epizodní role) – v českém dabingu ji namluvila Zuzana Skalická[7]
- Reportéři a ti druzí (2013) – babička Mariky
- Případy 1. oddělení (2014) – matka Zábranského (epizodní role)
- Život a doba soudce A. K. (2014) – díl Válka pokračuje – Věra Paulusová, matka Radka Pauluse (epizodní role)
- Tahnnbach (DE, 2015)
- Mattoni (2016)
- Bohéma (2016)
- Temný kraj (2016)
- Freud (AUS, 2020)

### Filmy
- Vracenky (1990) – teta Božena
- Jen o rodinných záležitostech (1990) – Loukotkova manželka
- Nebe, peklo, ráj (1991) – ?
- Císařovy nové šaty (1994) – žena u soudu
- Mutters Courage (1995) – Martha
- Růženo! (1995) – matka Růženy
- Zapomenuté světlo (1996) – Novačka
- Nevěsta pro Paddyho (1999) – kmotra
- Nevěsta za misku fazolí (1999) – kmotra
- Vzkříšení (2001) – Bukovna
- Hitler: vzestup zla (2003) – Frieda
- Snowboarďáci (2005) – uklízečka
- Within (2005) – stará žena
- Umění milovat (2005) – Irma
- Křišťálek meč (2007) – žena na tržišti
- Colette (2013) – stará židovka
- Poslední cyklista (2014) – příbuzná z Vídně
- Anthropoid (VB/Cz/F; 2016)
- ZOOkeeper's wife (USA; 2016)
- Lore (USA; 2018)
- Krajina ve stínu (2020)
- Hannah - obyčejnej život (2020) – filmová verze inscenace Hannah / Invisible I. spolku Tantehorse[8]

### Dabing
- 1987 – TV seriál Proti větru – Lulu Pinkus (Jenny)[9]
- 1991 – TV film Mám strach[10]

## Divadlo

### Vybrané divadelní role
- Modche a Rezi
- Tajbele
- Městské divadlo v Mostě
  - 1962 – Svatba sňatkového podvodníka (Pionýrka)[11]
  - 1962 – Konfrontace (pracovnice soudu)[12]
  - 1963 – Synkopy pro trumpetu (Zoja) – vystupovala v alternaci s Marcelou Chamrovou[13]
  - 1963 – Zpívající Benátky (sedmé dítě)[14]
  - 1963 – Ze života hmyzu (larvička Lumka / pátá jepice)[15]
- JAMU Činoherní studio Brno
  - 1965 – Krysař (Elsbeth)[16]
  - 1966 – Strakatý máslo (Grešličková / Franta / řezník)[17]
  - 1966 – Rundo Mundi (demonstrantka)[18]
  - 1966 – Léto sedmnácté panenky (Emma Leechová)[19]
  - 1967 – Antigona (Antigona / Eurydike) – vystupovala v alternaci s Evou Jelínkovou[20]
  - 1967 – Kurando a Špandolíno aneb spolek vrahů ze Švábského pomezí též Věnceslav a Adleta jinak loupežné přepadení hradu Šlakenvaldu (vrah)[21]
  - 1967 – Viktor aneb dítka u moci (Ester)[22]
- Divadlo Vítězslava Nezvala Karlovy Vary
  - 1967 – Tma je má naděje (Gloria)[23]
  - 1967 – Útěk (Tvářička v pokladně)[24]
  - 1968 – Léto a dým (Gonzalesová)[25]
  - 1968 – S láskou nejsou žádné žerty (Růženka)[26]
  - 1968 – Vystěhovalec z Brisbane (Anna)[27]
  - 1968 – Dáma a skřítek (Isabella)[28]
  - 1968 – Jan Hus (Háta)[29]
  - 1968 – Drahomíra (Radmila)[30]
  - 1968 – Těžká Barbora (2. dítě)[31]
  - 1969 – Kartouza Parmská (Kartouzka)[32]
  - 1969 – Paní Bovaryová (jeptiška)[33]
  - 1969 – Dobývání princezny Turandot (Prina, mladá otrokyně)[34]
  - 1969 – Kouzlo domova (slečna Denisa, manikýrka)[35]
  - 1970 – Všechno je v zahradě (Cynthia)[36]
  - 1970 – Nebe na zemi (Foxtrotový přelud)[37]
  - 1970 – Divotvorný klobouk (Bětulinka, neteř hostinského Barnabáše)[38]
- Maringotka (Divadlo Maringotka) Praha
  - 1970 – Jessie a její sestra (Gerda, komorná Jessie)[39]
  - 1971 – Pan Leonida proti reakci (Safta, služebná pana Leonidy a Emifity, řečené Micík) – vystupovala v alternaci s Blaženou Kramešovou[40]
  - 1971 – Noc vrahů (Cuca)[41]
- Maringotka
  - 1971 – Kdo je vinen? (Anna Jakimovna)[42]
- Státní divadelní studio (Divadlo-klub Maringotka) Praha
  - 1972 – Cikáni (Lea) – vystupovala v alternaci s Blaženou Kramešovou[43]
  - 1972 – Niobé a její děti[44]
- Divadlo S. K. Neumanna Praha
  - 1974 – Dalskabáty, hříšná ves aneb Zapomenutý čert (Mančinka, děvečka)[45]
- Divadlo J. Průchy Kladno a Mladá Boleslav (Divadlo Jaroslava Průchy)
  - 1974 – Vojnarka (Bětka, děvečka) – vystupovala v alternaci s Evou Parmovou[46]
  - 1975 – Než se zvedla opona (Kristýna Martonová)[47]
  - 1975 – Valentin a Valentina (Máša / Káťa) – v roli Máši vystupovala v alternaci s Milenou Kleinerovou a v roli Káťi s Milenou Svobodovou[48]
  - 1976 – Siréna (Emča)[49]
  - 1976 – Poprask na laguně (Checca)[50]
  - 1976 – Tanec seržanta Musgrava (Annie)[51]
  - 1977 – Hlava XXII (Luciana)[52]
  - 1977 – Kdo hledá, najde aneb Ženitba Balzaminova (Obrazy z moskevského života) (Chimka)[53]
  - 1977 – Diplomat (Marcella)[54]
  - 1977 – Maryša (Rozsívalka, nádenice)[55]
  - 1978 – Jak se vám líbí (Audrey)[56]
  - 1980 – Letní hosté (Kalerie)[57]
  - 1981 – Polly (Šlampna)[58]
  - 1981 – Orestéia (Sbor / Elektra / Lítice)[59]
  - 1981 – Muž a džentlmen (Assunta)[60]
- Divadlo J. Průchy Kladno a Mladá Boleslav (Divadlo Mladá Boleslav)
  - 1974 – Strýčkův sen (Praskovja Iljinična)[61]
  - 1975 – Bílá nemoc (Anetta, dcera Maršála)[62]
  - 1975 – Zkrocení zlé ženy (modistka / jedna z hostů a sluhů Petruchiových)[63]
- Divadlo J. Průchy Kladno a Mladá Boleslav (Divadelní klub Kladno)
  - 1974 – Pension pro svobodné pány[64]
  - 1976 – A to je láska (Růženka)[65]
  - 1979 – Charleyho teta (Amy Spentiguová)[66]
- Divadlo J. Průchy a Mladá Boleslav (Malá scéna Městského divadla Mladá Boleslav)
  - 1976 – Loni v létě (Valentina)[67]
  - 1977 – Beraniciáda (Berany berany duc) (teta Majdaléna)[68]
- Divadlo J. Průchy Kladno a Mladá Boleslav
  - 1978 – Dům Bernardy Alby (Adéla)[69]
  - 1979 – Kocour Matěj (herečka)[70]
  - 1979 – Den, kdy unesli papeže (Miriam, dcera taxikáře Samuela Leibowitze a jeho ženy Sary)[71]
  - 1980 – Rýnská promenáda (Marta)[72]
  - 1980 – Ze života hmyzu (Lumek / Lumkova larvička)[73]
  - 1983 – Generální zázrak (Emka Horká)[74]
  - 1983 – Sůl nad zlato (královna lesa)[75]
  - 1984 – Jak je důležité míti Filipa (slečna Prismová) – vystupovala v alternaci s Janou Gýrovou[76]
  - 1985 – Balada o poručíkovi a Marjutce (jedenačtyřicátý) (Ona)[77]
  - 1985 – Životopis mého strýce (neteř Aurelie)[78]
- Volné spojení režisérů (Delta)
  - 1988 – Ó, velký Buddho, pomoz jim! (Bečka)[79]
- Volné spojení režisérů (Francouzská zahrada Černínského paláce Praha)
  - 1990 – Sen noci svatojánské (Poříz)[80]
- Exposure Theatre (Divadlo Komedie Praha)
  - 1995 – Enola (Enola)[81]
- LAMPA Film a divadlo (Dejvické divadlo Praha)
  - 1996 – Jídelna (Agent / Matka / Carolyn / Sandra)[82]
- Exposure Theatre (Studio Labyrint Praha)
  - 1996 – Jenom další zatracená milostná píseň - Just Another Blasted Love Song (paní Fisherová)[83]
- Divadlo Příbram (Velká scéna Divadla Příbram)
  - 1998–2002 – Jeptišky (Sestra Mary Regina)[84]
  - 2000 – A znovu ... Jeptišky 2 (Sestra Mary Regina)[85]
- Divadlo Viola Praha
  - 1998 – Svícen v poušti[86]
- Divadlo v Dlouhé Praha
  - 2006–2011 – Maškaráda čili Fantom opery (Paní Plížová)[87]
- Lyra Pragensis (Divadlo Inspirace) Praha
  - 2007 – Klub ztracený talentů (zpívá a tančí)[88]
- Sdružení Skleněná louka (Skleněná louka) Brno
  - 2009 – Divný kořeny[89]
- Divadlo v Řeznické Praha
  - 2010 – Jidiš ve třech
- Divadlo U Valšů Praha
  - 2010 – Chytrák Sam a hlupák Gimpl – vystupovala v alternaci s Ludmilou Molínovou[90]
- Sektor pro hosty Praha
  - 2014 – Franz KafKABARET (Pepina čili Josefína)[91]
- Divadlo Na prádle Praha
  - Ať žije život! Aneb klub ztracených talentů
- Tantehorse v Paláci Akropolis Praha
  - Hannah / Invisible I.[92]

### Asistentka režie
- Ústřední loutkové divadlo (Divadlo Loutka) Praha
  - 1978 – Pan Johanes[93]

## Diskografie
- 2000 – Prager Tandelmarkt
- 2007 – Dire-gelt
- 2013 – Jidiš VE TŘECH
- 2017 – Audiokniha Divný kořeny, interpretováno autorkou

## Literární činnost
- 2007 – Divný kořeny, nakl. TORST
  - interpretováno autorkou jako Četba na pokračování v Českém rozhlasu 3 Vltava od 18. 2.–29. 2. 2008
- 2009 – Poslední Klémova uklízečka psáno pro rozhlas
  - V cyklu Moderní povídka interpretováno autorkou 20. 11. 2009 na Vltavě